# Про бизнесмена Фому
«Про бизнесмена Фому» — российская кинокомедия режиссёра Валерия Чикова, снятая в 1993 году. Главные роли сыграли Михаил Евдокимов и Нина Русланова.
Съёмки фильма проходили в городе Владимире и селе Устье Собинского района Владимирской области.

## Сюжет
Глава I. Без царя в голове
Сельский механизатор Фома Тимофеевич Дракин, выпив с другом, спорит, что запросто переедет на своём тракторе речку, но трактор уходит под воду, за что Фома получает строгий выговор от председателя колхоза. Потом в деревню Крутая Осыпь приезжает глава области товарищ Басурманов. Его водитель останавливается в поле для замены колеса, а работавший неподалёку на тракторе Фома просит ожидающего починки Басурманова помочь прицепить телегу. В итоге из-за незнания технической терминологии Басурманов по недоразумению ломает палец (вместо металлического пальца-шкворня он вставил в дышло телеги собственный указательный палец). По настоянию председателя колхоза Дракин едет в город извиняться. После разговора с Басурмановым, который не держит на него зла, Фома решает прогуляться по городу, напивается со случайным знакомым и попадает в медвытрезвитель. Выйдя оттуда, он отправляется на вокзал, где ему приходится воспользоваться услугами новомодного изобретения сферы услуг — платного туалета с попугаем и пальмой. Это самое сильное впечатление заезжего деревенского от поездки в город.
Глава II. С царём в голове
Домой Фома приезжает с зеркалами, рулонами туалетной бумаги и твёрдым решением создать такое же заведение. Он бросает пить, берёт кредит в коммерческом банке и строит отделанный мрамором туалет с импортной сантехникой, фикусом, а также с попугаем и обезьянкой в вестибюле.
Глава III. Весь мир насилья мы…
Туалет пользуется огромной популярностью в округе, и рэкетиры из города начинают вымогать у Фомы деньги, но тот прогоняет бандитов. Кроме того, у Фомы происходит затяжной конфликт с односельчанином Лукой Совковым, убеждённым коммунистом, который крайне отрицательно относится к затее Фомы и даже пытается совершить акт самосожжения, запершись в кабинке, но его спасают работник туалета Саша Попов и жена Матрёна. Дела идут в гору, и Фома строит далеко идущие планы по расширению бизнеса (ведёт переговоры с иностранцами по инвестициям, делает рекламу, расширяет ассортимент услуг), однако однажды ночью рэкетиры поджигают туалет. В пожаре погибает попугай, но спасается обезьянка.
Вместо эпилога
Сын Фомы, десантник, вернувшийся из армии, обещает отомстить бандитам, но отец останавливает его, потому что на страховую компенсацию от сгоревшего туалета и хороший кредит он планирует поставить целую сеть платных туалетов по всему району, и всё случившееся с Фомой — начало новой жизни.

## В ролях
| Актёр                | Роль                                                    |
| -------------------- | ------------------------------------------------------- |
| Михаил Евдокимов     | Фома Тимофеевич Дракин                                  |
| Нина Русланова       | Клавдия Дракина                                         |
| Михаил Светин        | председатель колхоза                                    |
| Александр Леньков    | глава области товарищ Басурманов                        |
| Виктор Павлов        | случайный собутыльник Фомы в городе Саша «Ракетчик»     |
| Игорь Ясулович       | завсегдатай медвытрезвителя в городе Обокумов-Зарайский |
| Сергей Рубеко        | косоглазый милиционер в медвытрезвителе                 |
| Виталий Леонов       | Ксенофонтыч                                             |
| Александра Ливанская | журналистка (камео)                                     |
| Владимир Кашпур      | деревенский коммунист Лука Совков                       |
| Людмила Иванова      | Матрёна Совкова                                         |
| Александр Числов     | наёмный работник у Фомы Саша Попов                      |

## Отзывы
Валерий Чиков писал:
«В моих фильмах „Про бизнесмена Фому“, „Не послать ли нам… гонца?“ и „Не валяй дурака…“ Михаил Евдокимов сыграл свои главные кинороли и дебютировал как киноартист. В фильме „Про бизнесмена Фому“ сыграл сельского механизатора, который решил шагнуть в капитализм вместе со всей Россией, но всё его дело порушили и сожгли. Это была притчевая история о том, каким сгорбленным уродцем входят в нашу жизнь новые экономические отношения».